# Tourville, Québec
Tourville är en kommun i provinsen Québec i Kanada. Den ligger i regionen Chaudière-Appalaches, i den sydöstra delen av landet, 500 km öster om huvudstaden Ottawa.